# Rebecca Rippon
Rebecca "Bec" Rippon, född 26 december 1978 i Sydney, är en australisk vattenpolospelare och -tränare.
Rippon har representerat Australien i två OS. Hon spelade fem matcher i OS-turneringen 2004 där Australien kom på fjärde plats. Hon spelade sex matcher och gjorde sex mål i OS-turneringen 2008 där Australien tog brons. Rippons syster Melissa Rippon och styvsyster Kate Gynther ingick båda i de två OS-lag som hon ingick i.
Rebecca Rippon tog VM-silver i samband med världsmästerskapen i simsport 2007 i Melbourne.